# Патейн
Патейн (англ. Pathein або англ. Bassein; бірм. ပု သိမ္ မ ္ ရုိ့) — місто-порт в М'янмі з населенням близько 300 тис. жителів, столиця округу  Іраваді і району Патейн. Важливий залізничний вузол.

## Географія
Розташований у дельті річки Іраваді, на річці Басейн (Патейн), за 190 км на захід від Рангуна. Незважаючи на відстань до океану, великі океанські судна також можуть входити в порт Патейна.

### Клімат
Місто знаходиться у зоні, котра характеризується мусонним кліматом. Найтепліший місяць — квітень із середньою температурою 30 °C (86 °F). Найхолодніший місяць — січень, із середньою температурою 23.9 °С (75 °F).
| Клімат Патейна          | Клімат Патейна | Клімат Патейна | Клімат Патейна | Клімат Патейна | Клімат Патейна | Клімат Патейна | Клімат Патейна | Клімат Патейна | Клімат Патейна | Клімат Патейна | Клімат Патейна | Клімат Патейна | Клімат Патейна |
| Показник                | Січ.           | Лют.           | Бер.           | Квіт.          | Трав.          | Черв.          | Лип.           | Серп.          | Вер.           | Жовт.          | Лист.          | Груд.          | Рік            |
| Абсолютний максимум, °C | 36             | 37             | 39             | 42             | 39             | 37             | 38             | 34             | 36             | 36             | 35             | 33             | 42             |
| Середній максимум, °C   | 30             | 32             | 35             | 35             | 33             | 30             | 29             | 29             | 30             | 31             | 30             | 29             | 31             |
| Середня температура, °C | 23             | 25             | 28             | 29             | 29             | 27             | 26             | 26             | 27             | 27             | 26             | 23             | 26             |
| Середній мінімум, °C    | 17             | 18             | 21             | 24             | 25             | 24             | 24             | 24             | 24             | 23             | 22             | 18             | 22             |
| Абсолютний мінімум, °C  | 10             | 10             | 15             | 19             | 18             | 17             | 21             | 18             | 19             | 20             | 15             | 8              | 8              |
| Норма опадів, мм        | 0              | 0              | 0              | 20             | 240            | 580            | 630            | 600            | 370            | 190            | 70             | 10             | 2760           |
| Днів з дощем            | 0              | 0              | 0              | 2              | 5              | 22             | 23             | 22             | 15             | 10             | 6              | 1              | 111            |
| Вологість повітря, %    | 71             | 67             | 68             | 70             | 78             | 88             | 91             | 90             | 90             | 85             | 78             | 74             | 79             |
| ----------------------- | -------------- | -------------- | -------------- | -------------- | -------------- | -------------- | -------------- | -------------- | -------------- | -------------- | -------------- | -------------- | -------------- |
| Джерело: Weatherbase    |                |                |                |                |                |                |                |                |                |                |                |                |                |

## Історія
Імовірно назва міста походить від слова Паті («Pathi» — «мусульманин» бірманською), через велику кількість арабських і індійських торговців. Ім'я міста Патейн з'явилося під час британської колонізації. Після Першої англо-бірманської війни англійці побудували тут фортецю і з 1826 року стали утримувати гарнізон.
Зараз Патейн — спокійне місто з мальовничою набережною, у місті багато буддійських храмів і магазинів кольорових парасольок, знаменитих по всій країні.

## Населення
Хоча історично Патейн входив до держави монів, у ньому майже не залишилося монського населення. У місті проживають трохи каренів і араканців.

## Пам'ятки
- Пагода Швемокто-Пайя, яку за легендою побудував сам цар Ашока в 305 до н. е.. Цар Пагана Алаунсіту в 1115 році довів висоту ступи до 11 м, а цар Самодогосса в 1263 році добудував ступу до 40 м у висоту. Зараз висота ступи 46.6 м, верхня частина зроблена з суцільного золота, у середині — чисте срібло, нижній ярус з бронзи, використано 829 алмазів, 843 рубінів і 1588 напівкоштовних каменів.